# Seymour Skinner
Seymour Skinner, rodným jménem Armin Tamzarian, je fiktivní postava z amerického animovaného seriálu Simpsonovi. Je ředitelem Springfieldské základní školy, kterou se snaží řídit a neustále svádí boj s nedostatečnými prostředky, apatickými a zahořklými učiteli a často i s výtržnickými a nezábavnými žáky, mezi nimiž vyniká Bart Simpson. 
Skinner se pokouší zavést ve škole kázeň, přičemž jeho upjatý, militaristický přístup pramení z jeho let v armádě Spojených států, kde sloužil jako zelený baret, včetně služby ve válce ve Vietnamu, kde byl zajat a držen jako válečný zajatec. Rychle přijímá rozkazy svých nadřízených, především své matky Agnes a inspektora Chalmerse.

## Role vSimpsonových
Skinnerovy akce často zahrnují zajištění dostatečného financování školy. Jeho neustálé, zoufalé a obvykle neúčinné pokusy o udržení kázně jsou snahou získat dobré hodnocení při častých inspekcích jeho velmi přísného šéfa, inspektora Chalmerse – který se nesnaží skrývat svůj nesouhlas se Skinnerem. Tyto inspekce se obvykle zvrtnou kvůli promyšleným žertíkům Barta Simpsona, které nahrávají Skinnerově zoufalé snaze o pořádek. Během let žertů a inspekcí si však Skinner s Bartem vytvořil vztah lásky a nenávisti; když byl Skinner propuštěn a nahrazen Nedem Flandersem, Bartovi připadaly žerty méně smysluplné kvůli Flandersovu laxnímu přístupu ke kázni, zatímco Skinnerovi chyběly neustálé bitky s Bartem. Během této doby se oba sblížili a Bart se snažil o Skinnerovo znovupřijetdí do školy.
Jedním z charakteristických Skinnerových rysů je, že sloužil jako seržant zelených baretů během války ve Vietnamu, kde byl zajat Vietkongem v bitvě o Khe Sanh a strávil tři roky jako válečný zajatec. Vidět celou svou četu sežranou slonem bylo jednou z mnoha věcí, které vedly k rozvoji jeho posttraumatické stresové poruchy. Je také dosti rozhořčen zacházením, kterého se jemu a dalším vietnamským veteránům dostalo po návratu z války. Skinner je velmi zdatný bojovník, zejména v boji zblízka, a své schopnosti předvede v několika epizodách. Skinner často působí slaboduchým dojmem a snadno se utlumí, ale často využije své zkušenosti vojenského velitele získané ve vietnamské válce, aby si získal skutečný respekt a disciplínu. Když je se studenty ve škole zavalen sněhem, chová se k nim jako ke svému oddílu, aby dočasně zvládl chaos, než se vzbouří.
Přestože si Skinner rád udržuje image přísného disciplinovaného muže, je často slaboduchý a nervózní a je velmi nezdravě závislý na své matce, která s ním stále žije, neustále ho trápí a přezdívá mu „Spanky“. Kromě krátkodobého vztahu s Patty Bouvierovou se většina Skinnerova milostného života soustředí na Ednu Krabappelovou. S Ednou se políbí poté, co jsou pozváni na narozeninovou oslavu, a svědkem jejich polibku je Bart. Spolu s Ednou přijde o práci, když inspektora Chalmerse na jejich románek upozorní náčelník Wiggum, načež se Skinner s Ednou zamknou ve škole a Bart požaduje jejich práci zpět. Poté, co je Skinner znovu přijat do zaměstnání, spolu s Ednou chodí ještě několik let a zasnoubí se, ale později svatbu zruší. Edna dala najevo, že chce se Skinnerem chodit i nadále, ale nejprve chce, aby se jí zavázal – konkrétně tím, že už ho nebude kontrolovat jeho matka, se kterou stále žije. 
Kontroverzní epizoda Simpsonových Ředitel Skinner a seržant Skinner z 9. řady značně pozměňuje Skinnerovu minulost a odhaluje ho jako podvodníka. Narodil se jako Armin Tamzarian a byl problémovým sirotkem z hlavního města, který je během války ve Vietnamu nucen vstoupit do americké armády. Tam slouží jako zelený baret pod vedením seržanta Seymoura Skinnera, kterého začne zbožňovat a spřátelí se s ním. Když je seržant nahlášen jako nezvěstný a považován za mrtvého, Armin se vrací do Springfieldu, aby o tom informoval Skinnerovu matku Agnes, ale ta si ho záměrně splete se Seymourem, a tak přijme jeho identitu a vydá se za Skinnerovým snem stát se ředitelem školy. Skutečný Seymour Skinner (s hlasem Martina Sheena) je nakonec naživu a nakrátko se vrací do Springfieldu, aby zaujal své právoplatné místo ředitele Springfieldské základní školy, ale ukáže se jako beznadějně neoblíbený a Springfielďané ho vyženou z města na železnici. Soudce Snyder přizná Tamzarianovi Skinnerovo „jméno a jeho minulost, přítomnost, budoucnost a matku“ a nařídí, že nikdo už se „pod trestem mučení“ nesmí zmínit o jeho pravé identitě (ačkoli Líza v epizodě Já, robot používá pravé jméno). Ukázka z této epizody je použita v 11. řadě v díle Cena smíchu jako příklad stále „trikovějších a nesmyslnějších zápletek“ seriálu. Zdá se, že kontinuita seriálu se v epizodě Curlingová romance z roku 2010 vrací k původnímu příběhu Seymoura Skinnera, protože je jasně ukázáno, že kopl Agnes Skinnerovou v děloze, čímž je nakonec stanoven jako biologický syn Agnes. V dílu 29. řady Dědo, slyšíš mě? je ukázán dospívající Seymour žijící s Agnes před odchodem na vysokou školu.
Další část minulosti ředitele Skinnera je odhalena v epizodě 21. řady Rošťárny bez konzervantů. Když Bart Simpson provádí učitelům školy četné žertíky, Skinner Bartovi prozradí, že existoval student, který byl ještě lepší vtipálek než on. Bart touží odhalit vtipálkovu totožnost. Později mu školník Willie vypráví příběh: Před lety měla škola bazén a plavecký tým, jehož trenérem byl Willie. Skinner byl mírnější ředitel, ale vše se změnilo, když student Andy Hamilton naplnil bazén červy a Skinnera v něm na prodloužený víkend zavřel (v pondělí byl učitelský svátek, Skinnera se podařilo zachránit až v úterý ráno). Tato zkušenost způsobila, že začal k pravidlům přistupovat vážně a téměř nemilosrdně, dokonce zašel tak daleko, že zavřel bazén a učitele plavání Willieho degradoval na školníka.

## Postava

### Vytvoření
Ředitel Skinner se poprvé objevil v dílu Vánoce u Simpsonových, jenž byl zároveň první odvysílanou epizodou Simpsonových. První kresbu Skinnera vytvořil Matt Groening, který ho založil na „všech ředitelích (svého) mládí, srolovaných do jedné nevýrazné hroudy“. Scenárista Jon Vitti ho pojmenoval podle behaviorálního psychologa B. F. Skinnera. Originální nápad pro Skinnera byl, že bude neustále špatně vyslovovat slova. Dělá to v premiéře seriálu Vánoce u Simpsonových, ale od tohoto nápadu bylo později upuštěno. Skinner měl původně nosit toupée, ale od toho bylo upuštěno, protože se scenáristům nelíbil „tento typ vtipu“. V pozdějších dílech bylo Skinnerovo chování založeno na učitelích, které měli Bill Oakley a Josh Weinstein na střední škole.

### Vývoj
Inspektor Chalmers byl představen v epizodě Hadobijecký den jako Skinnerův šéf. Harry Shearer a Hank Azaria, hlas Chalmerse, se do postav přímo vžili a poměrně často dialogy vymýšleli během dabování.

### Ředitel Skinner a seržant Skinner
V dílu Ředitel Skinner a seržant Skinner se ukazuje, že Skinner nebyl tím, za koho se vydával, a ve skutečnosti se jmenoval Armin Tamzarian. Epizodu navrhl a napsal Ken Keeler, který se inspiroval případem Tichborne z Anglie 19. století. Producenti Bill Oakley a Josh Weinstein byli z epizody nadšeni, protože ředitel Skinner byl jednou z jejich oblíbených postav. Při přípravě této epizody „strávili měsíc ponořeni do mysli Seymoura Skinnera“ a od té doby využívali každou příležitost, aby si „pohráli s osobností (Skinnera), jeho příběhem a jeho domácím životem“.
Záměrem tvůrců bylo, aby tato epizoda byla „experimentem“ a aby se diváci v závěru mohli vrátit do bodu před odhalením, že Skinner je podvodník. Odhalení, že ředitel Skinner není tím, o kom byli diváci dlouho přesvědčováni (stejně jako sebereferenční deus ex machina závěr epizody), bylo mnoha fanoušky a kritiky přijato negativně a někteří ho považují za bod, kdy seriál jako celek přeskočil žraloka. Oakley považuje díl Ředitel Skinner a seržant Skinner za nejkontroverznější epizodu ze svého působení na pozici výkonného producenta.
V dubnu 2001 v jednom rozhovoru Harry Shearer, dabér ředitele Skinnera, vzpomínal, že po přečtení scénáře řekl scenáristům: „To je tak špatně. Berete něco, do čeho diváci investovali osm nebo devět let, a jen tak bezdůvodně to hodíte do koše kvůli příběhu, který jsme už dělali s jinými postavami. Je to tak svévolné a bezdůvodné a je to neuctivé vůči divákům.“.